# Côte d'Audregnies
De Côte d’Audregnies  is een helling uit de Belgische Provincie Henegouwen. Aan de voet stroomt de rivier Petite Honnelle.

## Wielrennen
De helling is opgenomen in de Cotacol Encyclopedie met de 1.000 zwaarste beklimmingen van België.